# Tsampa
Tsampa, campa (tyb.: རྩམ་པ་, Wylie: rtsam pa) - potrawa z gruboziarnistej mąki z prażonego jęczmienia, herbaty i masła z mleka Jaka.  Mąkę jęczmienną praży się na patelni, a następnie łączy z tybetańską herbatą, oraz z masłem i solą, stanowiąca  pożywienie Tybetańczyków. 

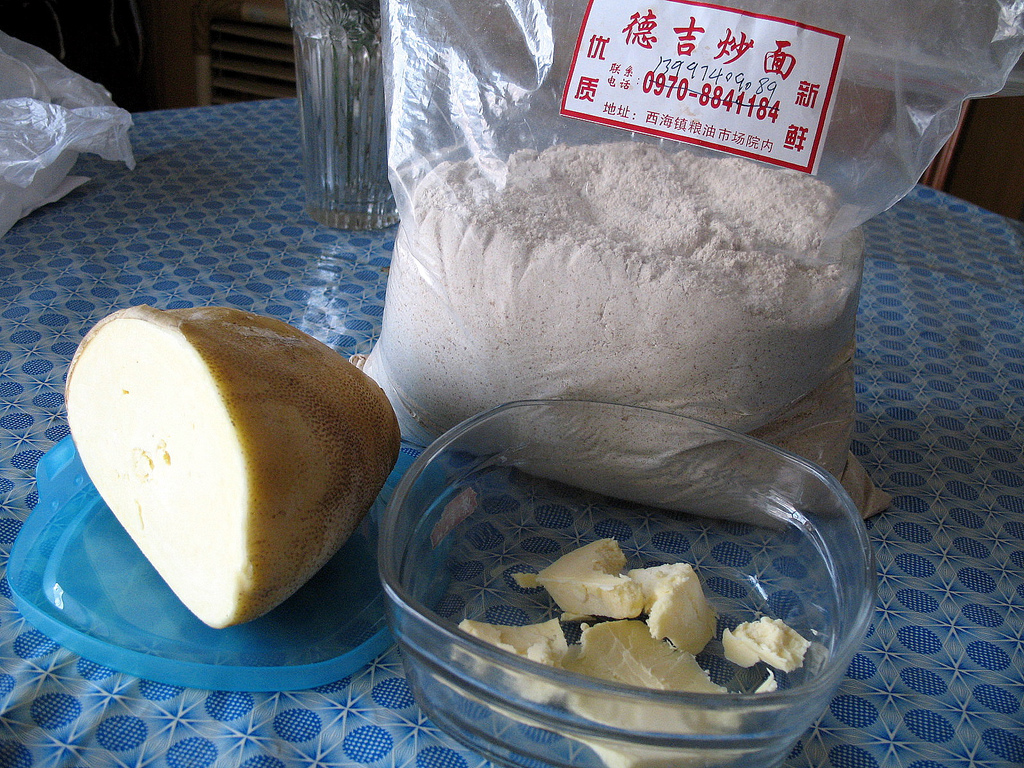
Tsampa, składniki
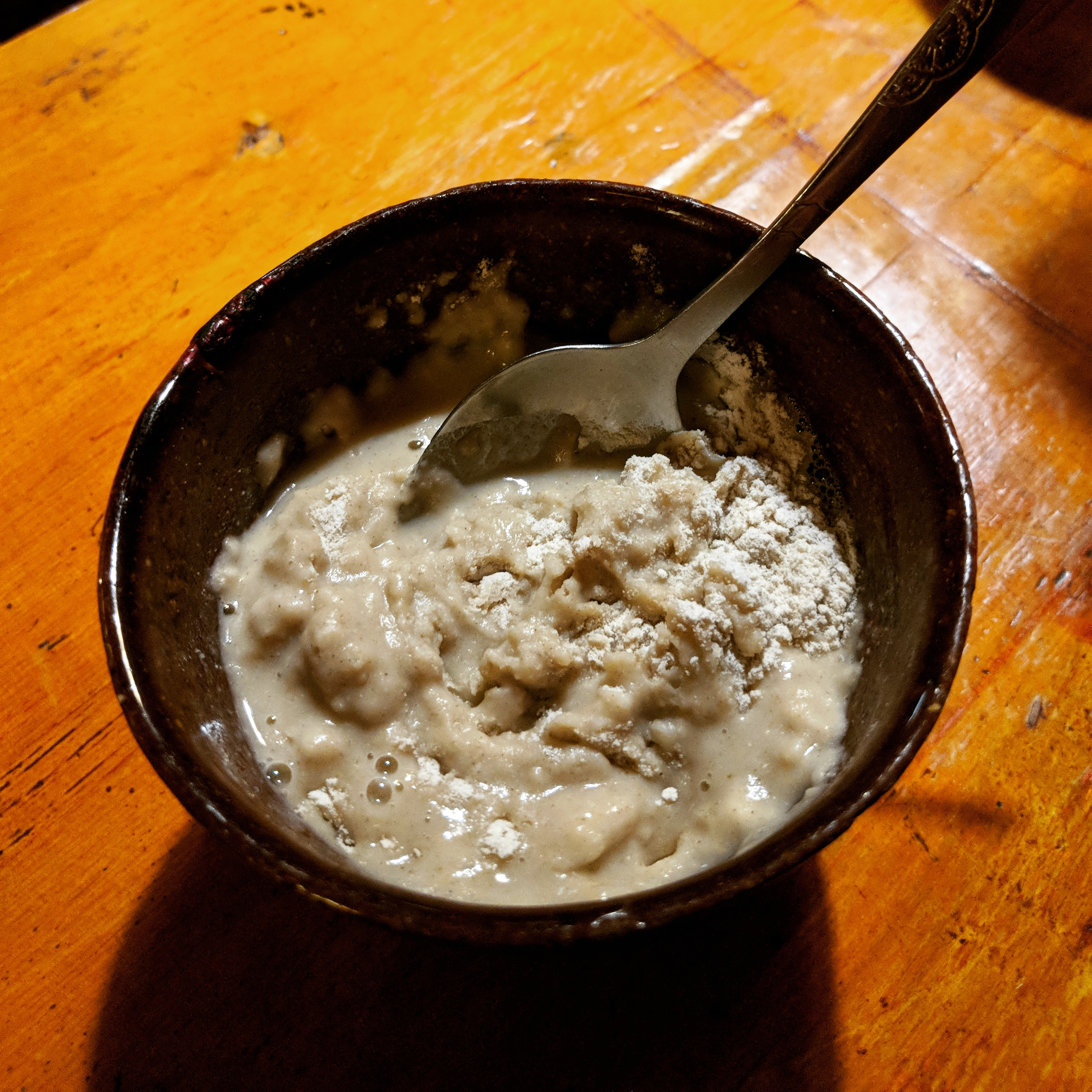
Tsampa przygotowywanie